# Don Merton

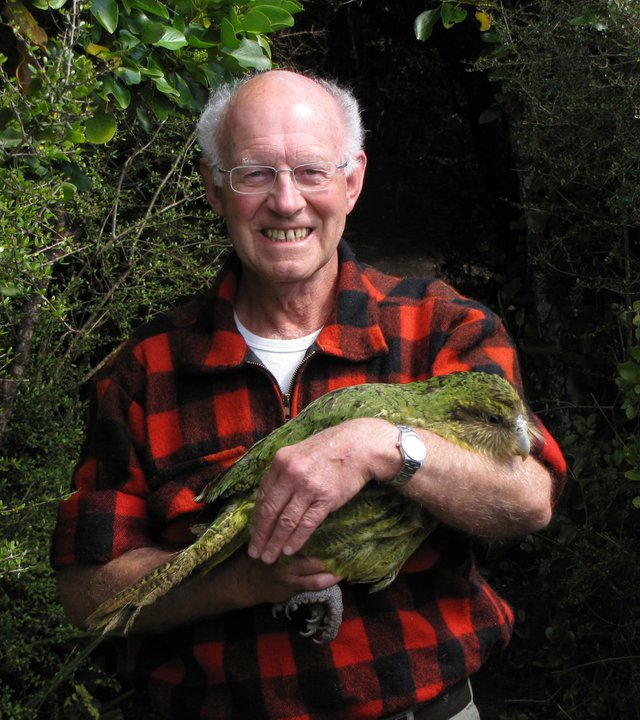
Don Merton mit dem Kakapo „Richard Henry“

Donald Vincent Merton (* 22. Februar 1939 in Devonport, Auckland; † 10. April 2011 in Tauranga) war ein neuseeländischer Artenschützer, der vor allem für seine Rettungsaktionen für den Kakapo und den Chathamschnäpper bekannt war.

## Leben

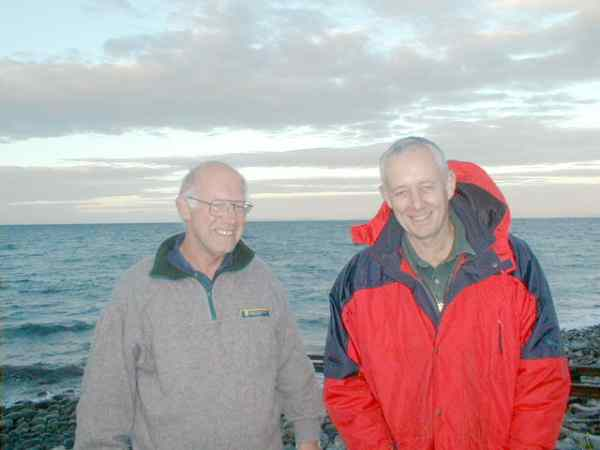
Don Merton (links) mit David Walker auf Hauturu Island

Merton war der Sohn von Glaisher und Eileen Merton, geborene Murray. Er wuchs in Gisborne an der Ostküste der Nordinsel auf und war seit seiner Kindheit an Vögeln interessiert. Gemeinsam mit seinen beiden älteren Brüdern hatte er schon früh Erfolg mit der Fremdpflege eines verwaisten wilden Stieglitz-Nestlings durch den Kanarienvogel ihrer Großmutter. Dieses Verfahren diente 35 Jahre später als Inspiration für die Rettung des Chathamschnäppers. Nach seinem Schulabschluss 1957 wurde er Mitarbeiter beim Wildlife Service der Regierung und dessen Nachfolger, dem Department of Conservation, wo er bis 2005 blieb.
Als Merton seinen Berufsweg in der Wildtierbetreuung antrat, war wenig über die Rolle von eingeführten Säugetieren für die einheimische Fauna und Flora Neuseelands bekannt. Die Ankunft des Menschen und die Einführung der Pazifischen Ratten, und später einer Vielzahl von Säugetieren, darunter Hausratten, Hermeline, Wiesel, Frettchen und der Fuchskusu, richteten schwere Schäden an der endemischen Avifauna an. Merton und sein Kollege Brian Douglas Bell unternahmen ausgedehnte Reisen in ganz Neuseeland, besuchten viele vorgelagerte Inseln und andere Schutzgebiete und erkannten schnell das Ausmaß der Katastrophe, mit der die einheimische Vogelwelt konfrontiert war.
Ihre Erfahrungen auf Taukihepa/Big South Cape Island waren besonders hilfreich. Einst „als eine überbesetzte Voliere“ beschrieben, war die Insel der letzte Rückzugsort für den Südinsel-Sattelvogel, die Waldstummelschwanz-Unterart Xenicus longipes variabilis, die Stewartschnepfe sowie für die Große Neuseelandfledermaus geworden. 1964 wurden Hausratten auf der Insel nachgewiesen. Viele Wissenschaftler unterschätzten den Schaden, den sie anrichten könnten, aber als Merton und Bell Taukihepa/Big South Cape Island besuchten, waren die Populationen der Schnepfe, des Waldstummelschwanzes und der Fledermaus erloschen. Nur vom Sattelvogel hatte noch eine Restpopulation überlebt.
Als Konsequenz entwickelte Merton Pläne für das Fangen und Umsiedeln von Vögeln. Der Chathamschnäpper war 1972 auf Little Mangere Island auf eine einzige Population von etwa 18 Vögeln reduziert worden. Mit Hilfe des Close Order Management gelang es Merton und seinem Team, den Chathamschnäpper auf die benachbarte rattenfreie Mangere Island umzusiedeln. Dies war ein schwieriges Unterfangen, da dafür das Erklimmen von 200 m hohen Klippen erforderlich war, um die Chathamschnäpper einzufangen und mit ihnen abzusteigen.
Merton und Bell entwickelten eine Strategie zur Rettung der Spezies, die bis dahin auf nur fünf Individuen reduziert war, darunter ein einzelnes Zuchtweibchen namens „Old Blue“, das zusammen mit seinem Gefährten „Old Yellow“ der Rettung der Art diente. Merton wandte die Technik der Fremdpflege an, indem er der Chatham-Unterart des Maorischnäppers die Eier von „Old Blue“ unterschob. Zur Freude von Merton und seinem Team wurden die Eier angenommen und bebrütet. „Old Blue“ legte dann ein weiteres Gelege und verdoppelte damit ihr Zuchtpotenzial. Die Art zählt heute mehr als 300 Individuen.
Eine andere Art, der Kakapo, war im größten Teil seines ursprünglichen Verbreitungsgebiets in Fiordland im Südwesten der Südinsel sowie auf Stewart Island durch eingeführte Säugetiere ausgerottet worden. Merton und sein Team siedelten die Spezies auf die rattenfreie Codfish Island / Whenua Hou um und begannen mit dem Arterhaltungsprogramm. 2019 gab es etwa 200 Kakapos in freier Wildbahn. Ferner beschrieb Merton als Erster das Lek-Balzverhalten des Kakapos.
Neben seiner Arbeit in Neuseeland war Merton an Arterhaltungsprogrammen für den Seychellendajal, den Mauritiussittich und den Lärmdickichtvogel in der Two Peoples Bay in Western Australia beteiligt. Seine Technik der Fremdpflege wird heute beim vom Aussterben bedrohten Mangrovedarwinfink (Camarhynchus heliobates) auf den Galapagosinseln angewendet.
Mertons Verdienste wurden 1989 mit der Queen’s Service Medal, 1990 mit dem Fleming Award der Royal Society of New Zealand und 1994 mit der Royal Society for the Protection of Birds medal ausgezeichnet. 2004 wurde er vom Magazin New Zealand Listener in die Liste 100 great New Zealanders of the 20th century gewählt, in der Helden, Anti-Helden, Prominente, Alltagsmenschen und Ikonen aufgeführt sind. Merton war von 1963 bis zu seinem Tod mit Margaret Dawan Johnston verheiratet, die ihn bei seiner Arbeit tatkräftig unterstützte. Aus dieser Ehe ging der Sohn David hervor, der mit der neuseeländischen Politikerin und Innenministerin Jan Tinetti von der Labour Party verheiratet ist.
1992 verlieh ihm die Massey University für seine Verdienste die Ehrendoktorwürde der Wissenschaft. Von 1993 bis 1995 war er Vorsitzender der Parrot Specialist Group von BirdLife International. 2011 benannten Trevor H. Worthy, Alan J. D. Tennyson und R. Paul Scofield die fossile Papageienart Nelepsittacus donmertoni aus dem Miozän zu Ehren von Don Merton.
Merton war Haupt- oder Mitautor von mehr als 145 Publikationen, darunter Bücher, Artikel und wissenschaftliche Arbeiten.

## Schriften (Auswahl)
- The Ornithological Society of New Zealand Kermadec Islands Expedition, 1969
- Kermadec Islands Expedition Reports: A General Account of Birdlife, 1970
- Lek Behaviour in a Parrot: The Kakapo, Strigops Habroptilus of New Zealand, 1984
- (mit P. J. Moors) First Records for New Zealand of Moseley's Rockhopper Penguin (Eudyptes Chrysocome Moseleyi), 1984
- (mit Charles Richard Veitch) Kermadec Islands Expedition Reports: European Passerines in the Kermadec Group, 1986
- (mit David Butler) The Black Robin: Saving the World’s Most Endangered Bird, 1993
- (mit Julian Fitter) A Field Guide to the Birds of New Zealand, Princeton University Press, 2012